# هوندهاوپتن
هوندهاوپتن (به آلمانی: Hundhaupten) یک شهر در آلمان است که در گرایتس واقع شده‌است. هوندهاوپتن ۳۸۶ نفر جمعیت دارد.